# Luigi Ernesto di Brunswick-Lüneburg
Luigi Ernesto di Brunswick-Lüneburg-Bevern (Wolfenbüttel, 25 settembre 1718 – Eisenach, 12 maggio 1788) è stato un Feldmaresciallo del Sacro Romano Impero e della Repubblica delle Sette Province Unite.
Dal 1751 al 1766 fu Capitano-Generale dei Paesi Bassi, dove era conosciuto come Duca di Brunswick o (per distinguerlo dal fratello maggiore Carlo, che succedette effettivamente al trono paterno di Brunswick-Bevern) Duca di Brunswick-Wolfenbüttel.

## Famiglia
Era il terzo figlio del duca Ferdinando Alberto II di Brunswick-Lüneburg e di Antonietta Amalia di Brunswick-Wolfenbüttel. La famiglia era delle più prestigiose di Germania e vantava preziosi legami con moltissime famiglie della nobiltà europea, prime tra tutte quella degli Hannover e quella degli Hohenzollern:
- il fratello, il duca Antonio Ulrico, aveva inoltre sposato Anna Leopol'dovna, una principessa russa cugina della Zarina Anna I: il loro figlio, Ivan - nipote di Luigi - venne nominato Zar di Russia alla sua nascita.
- la sorella minore, Giuliana Maria aveva sposato il Re Federico V di Danimarca nel 1752.
- L'imperatrice Maria Teresa e Guglielmina di Prussia furono sue cugine (le loro madri erano sorelle). Inoltre la figlia di Guglielmina, Federica Luisa Guglielmina, Principessa d'Orange-Nassau, sposò il Principe Carlo Giorgio Augusto, nipote del fratello di Luigi, Carlo.

## Biografia

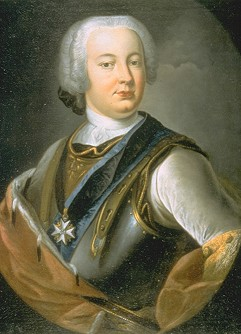
Il giovane duca di Curlandia, Ludovico Ernesto

Nel 1737 entrò al servizio delle armate del Sacro Romano Impero come Colonnello e comandante dei reggimenti di fanteria dell'"Alt-Wolfenbüttel". Prese parte dalle guerre ottomane in Europa dal settembre del 1739 sino al Trattato di Belgrado. Rientrò nei Paesi Bassi nel maggio del 1740 come Maggiore-Generale austriaco.

### Duca di Curlandia
Dopo l'abdicazione forzata di Ernesto Giovanni Biron da Duca di Curlandia, Luigi venne eletto suo successore il 27 giugno 1741 con il supporto della cugina Maria Teresa. Si recò quindi a San Pietroburgo come prescriveva il suo titolo e lì tentò di stringersi in matrimonio alla Granduchessa Elisabetta di Russia. Quando grazie a un colpo di Stato il 6 dicembre 1741 Elisabetta prese il potere, suo nipote Ivan, e tutti i suoi consiglieri tedeschi, persero le loro posizioni e furono obbligati all'esilio o imprigionati. Per via di questo colpo di Stato Luigi perse il Ducato di Curlandia, facendo ritorno in madrepatria nel 1742.

### La Guerra di Successione austriaca
Luigi Ernesto prese parte alla Seconda Guerra della Slesia dal 1744 come Feldmaresciallo austriaco e combatté poi contro i suoi fratelli e molti altri parenti, perlopiù schierati con il Regno di Prussia, secolare nemico dell'Impero. Nella Battaglia di Soor, il 30 settembre 1745, venne ferito gravemente ma già nella primavera del 1746 fu in grado di riapparire sulla scena militare nei Paesi Bassi. L'11 ottobre 1746, nel corso della Guerra di Successione austriaca, partecipò alla Battaglia di Roucoux contro la Francia. Negli anni successivi, prese parte alla Battaglia di Lauffeldt come Feldzeugmeister (Supremo comandante militare), e incontrò lo statolder Guglielmo IV d'Orange-Nassau, coinvolto negli scontri contro la Francia.

### Reggente dei Paesi Bassi

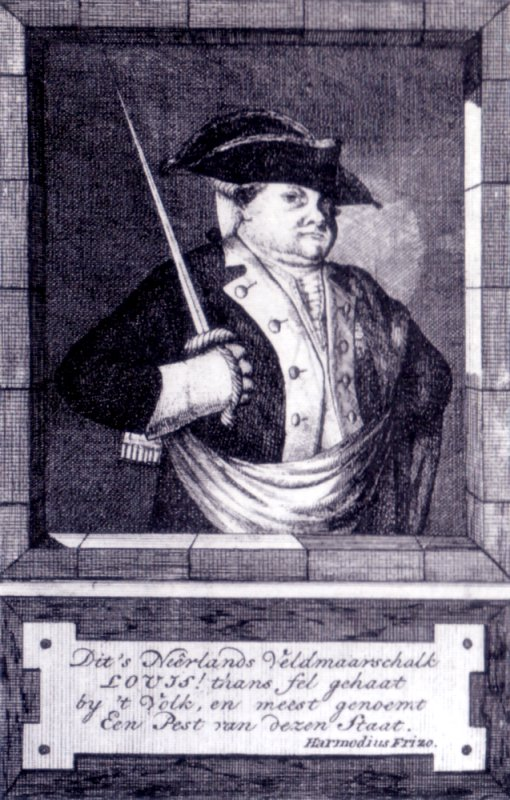
Caricatura olandese del Duca Luigi Ernesto

Nel 1749, su richiesta di Guglielmo IV e dietro un compenso di 20'000 talleri l'anno, entrò al servizio delle armate delle Province Unite, con il grado di Feldmaresciallo, anche se egli preferì spesso definirsi Feldmaresciallo austriaco e Generalfeldzeugmeister del Sacro Romano Impero. La moglie di Guglielmo, la Principessa Anna d'Inghilterra, inizialmente scettica circa la sua nomina, vi si oppose.
Nel 1751 Luigi Ernesto venne nominato Governatore della città di Bois-le-Duc, dove gli statolder avevano una particolare influenza sin dal 1629. Alla morte di Guglielmo IV, il 22 ottobre 1751 e la nomina di Anna a reggente del figlio Guglielmo V, non ancora maggiorenne, Luigi Ernesto venne nominato Capitano-Generale (Comandante in capo) dei Paesi Bassi, con il compito di riorganizzare i ranghi più alti dell'esercito.
L'Inghilterra e la Prussia gli chiesero di comandare le forze alleate nel corso della Guerra dei Sette anni, ma Luigi rifiutò, nel rispetto della scelta delle Province Unite di rimanere neutrale al conflitto.
Dalla morte di Anna nel 1759 e sino alla maggiore età del nuovo Statolder Guglielmo V (1766), Luigi Ernesto ne fu il tutore e resse gli affari di stato in suo nome. Il giovane principe, del resto, vedeva in Ernesto Luigi il suo secondo padre; la nobiltà di Frisia, invece, gli si oppose con la figura di Onno Zwier van Haren. Al contempo, Luigi iniziò a riformare il sistema di governo degli statolder.

### La salita al potere di Guglielmo V
Nel 1766 Guglielmo V raggiunse la propria maggiore età, ma in merito ai fedeli anni di servizio, egli chiese a Luigi Ernesto di rimanere al suo servizio come Consigliere Privato e come Feldmaresciallo delle Province Unite. Pare, anzi, che lo statolder non muovesse passo senza l'approvazione di Luigi Ernesto.
Prova della sua strabordante influenza fu la scelta della sposa di Guglielmo V: Guglielmina di Prussia, figlia di una sorella dello stesso Luigi Ernesto, nonché sorella dell'erede al trono di quel regno.
Con l'andare degli anni, però, Guglielmina si conquistò un proprio spazio di influenza a corte e sugli affari delle Province Unite, erodendo quello dello zio.

### I problemi di governo
Luigi, nel tempo, aveva riacquisto la propria posizione influente al governo tanto che, già nel 1771, vi era stato all'Aia un tentativo di attentare alla sua vita; in quel caso la pallottola lo aveva colpito solo di striscio. Pieter Paulus, nel 1773, pubblicò un proprio trattato di storia del governo degli statolder, in chiara opposizione al Duca di Brunswick. Nell'agosto del 1781 la resistenza al duca esplose in maniera violenta, e venne guidata dai patrioti olandesi. Il sindaco di Amsterdam, Joachim Rendorp ricoprì il ruolo di consigliere di stato. Il Duca non era certo rinomato per le doti di simpatia nei confronti della democrazia, e persino i suoi soldati giunsero a votare per la sua estromissione dagli affari di Stato. Il partito opposto agli Orange-Nassau, inoltre, gli afibiò il nomignolo di Luigi il Grasso.

I patrioti compresero inoltre che, essendo stato proprio Luigi a fare crescere lo statolder Guglielmo, questi si fidava ciecamente del suo operato. Pur essendo al trono, non sarebbe stato in grado di prendere autonomamente decisioni senza Luigi.

### L'allontanamento dalla corte
Scoppiata la guerra anglo-olandese, disastrosa per la Repubblica, Luigi Ernesto venne sacrificato alla impopolarità dello statolder: il 24 maggio 1782, lasciò L'Aia e si ritirò a Bois-le-Duc (oggi nota come Hertogenbosch), della quale era governatore.
Infine, quando le Province Unite vennero investite dal tentativo di Giuseppe II d'Asburgo-Lorena di imporre loro la libera navigazione della Schelda e la riattivazione del porto di Anversa (avvenimenti noti come Guerra della marmitta), Luigi Ernesto tornò al centro della polemica pubblica, a causa della sua parentela con l'Imperatore: accusato di alto tradimento ed espulso ufficialmente con atto pubblico emanato a Maastricht, il 14 ottobre 1784 lasciò tutti i propri incarichi statali e cedette Bois-le-Duc al nuovo Governatore, Robert Douglas.

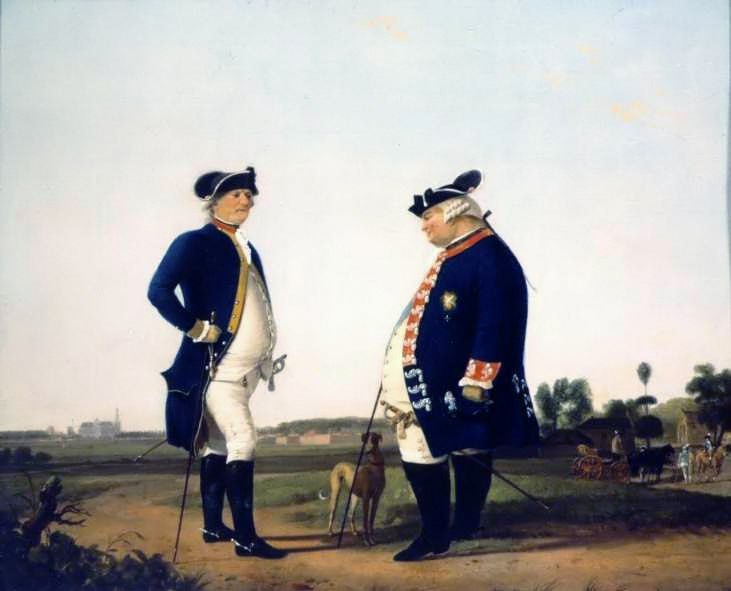
Luigi Ernesto, a destra, con il Governatore scozzese Robert Douglas, in un ritratto del 1786 a opera di Jacobus Vrijmoet

### L'esilio
Nel 1785, il Duca visse, per un breve periodo, nella città tedesca di Aquisgrana, non distante dal Paese che aveva appena abbandonato. Se ne andò, però, quando scoperse che tutta la sua corrispondenza veniva intercettata dai Patrioti, alla ricerca di indizi di cospirazione, con i quali denunciarlo, una volta di più, fronte alla propria opinione pubblica.
Il duca si spostò ad Eisenach nel 1786, dove, con l'aiuto di August Ludwig von Schlözer, scrisse la propria Autobiografia e il suo seguito, la sua Apologia. Entrambe le opere vennero tradotte dall'originale tedesco in olandese. Rimase in stretti contatti con la corte di Weimar, in particolare con sua nipote, la Duchessa Anna Amalia di Brunswick-Wolfenbüttel, e con il Granduca Carlo Augusto di Sassonia-Weimar-Eisenach, nipote di suo fratello.
Un altro nipote, Carlo di Brunswick, vendicò l'esilio dello zio dalle Province Unite, invadendole alla testa di un nutrito corpo di spedizione prussiano: l'aggressione, iniziata il 13 settembre 1787, mise rapidamente fine alla 'Prima Rivoluzione batava'. Ciò garantì agli Orange-Nassau otto anni di dominio quasi-assoluto. E costrinse all'esilio moltissimi fra gli acerrimi nemici di Luigi Ernesto: i cosiddetti Patrioti.
Luigi Ernesto non fece, però, in tempo a godere del (temporaneo) trionfo dei suoi antichi protetti: morì di lì a poco, il 12 maggio 1788, nella lontana Eisenach, e venne sepolto nella tomba di famiglia della casata dei Guelfi nella Cattedrale di Brunswick.

## Ascendenza
|                                             |                                      |                                                       | Genitori                                              |  |  | Nonni |  |  | Bisnonni                      |  |  | Trisnonni                        |  |
|                                             |                                      |                                                       |                                                       |  |  |       |  |  | Augusto di Brunswick-Lüneburg |  |  | Enrico III di Brunswick-Lüneburg |  |
|                                             |                                      |                                                       |                                                       |  |  |       |  |  | Augusto di Brunswick-Lüneburg |  |  | Enrico III di Brunswick-Lüneburg |  |
|                                             |                                      | Ursula di Sassonia-Lauenburg                          |                                                       |  |  |       |  |  | Augusto di Brunswick-Lüneburg |  |  |                                  |  |
| Ferdinando Alberto I di Brunswick-Lüneburg  |                                      |                                                       |                                                       |  |  |       |  |  | Augusto di Brunswick-Lüneburg |  |  |                                  |  |
|                                             |                                      | Elisabetta Sofia di Meclemburgo-Güstrow               | Giovanni Alberto II di Meclemburgo-Güstrow            |  |  |       |  |  |                               |  |  |                                  |  |
|                                             |                                      | Elisabetta Sofia di Meclemburgo-Güstrow               | Giovanni Alberto II di Meclemburgo-Güstrow            |  |  |       |  |  |                               |  |  |                                  |  |
|                                             |                                      | Elisabetta Sofia di Meclemburgo-Güstrow               | Margherita di Meclemburgo                             |  |  |       |  |  |                               |  |  |                                  |  |
| Ferdinando Alberto II di Brunswick-Lüneburg |                                      | Elisabetta Sofia di Meclemburgo-Güstrow               |                                                       |  |  |       |  |  |                               |  |  |                                  |  |
|                                             |                                      | Federico d'Assia-Eschwege                             | Maurizio d'Assia-Kassel                               |  |  |       |  |  |                               |  |  |                                  |  |
|                                             |                                      | Federico d'Assia-Eschwege                             | Maurizio d'Assia-Kassel                               |  |  |       |  |  |                               |  |  |                                  |  |
|                                             |                                      | Federico d'Assia-Eschwege                             | Giuliana di Nassau-Dillenburg                         |  |  |       |  |  |                               |  |  |                                  |  |
| Cristina d'Assia-Eschwege                   |                                      | Federico d'Assia-Eschwege                             |                                                       |  |  |       |  |  |                               |  |  |                                  |  |
|                                             |                                      | Eleonora Caterina del Palatinato-Zweibrücken-Kleeburg | Giovanni Casimiro del Palatinato-Zweibrücken-Kleeburg |  |  |       |  |  |                               |  |  |                                  |  |
|                                             |                                      | Eleonora Caterina del Palatinato-Zweibrücken-Kleeburg | Giovanni Casimiro del Palatinato-Zweibrücken-Kleeburg |  |  |       |  |  |                               |  |  |                                  |  |
|                                             |                                      | Eleonora Caterina del Palatinato-Zweibrücken-Kleeburg | Caterina Vasa                                         |  |  |       |  |  |                               |  |  |                                  |  |
| Luigi Ernesto di Brunswick-Lüneburg         |                                      | Eleonora Caterina del Palatinato-Zweibrücken-Kleeburg |                                                       |  |  |       |  |  |                               |  |  |                                  |  |
|                                             | Antonio Ulrico di Brunswick-Lüneburg | Augusto di Brunswick-Lüneburg                         |                                                       |  |  |       |  |  |                               |  |  |                                  |  |
|                                             | Antonio Ulrico di Brunswick-Lüneburg | Augusto di Brunswick-Lüneburg                         |                                                       |  |  |       |  |  |                               |  |  |                                  |  |
|                                             | Antonio Ulrico di Brunswick-Lüneburg | Dorotea di Anhalt-Zerbst                              |                                                       |  |  |       |  |  |                               |  |  |                                  |  |
| Luigi Rodolfo di Brunswick-Lüneburg         | Antonio Ulrico di Brunswick-Lüneburg |                                                       |                                                       |  |  |       |  |  |                               |  |  |                                  |  |
|                                             |                                      | Elisabetta Giuliana di Schleswig-Holstein-Norburg     | Federico di Schleswig-Holstein-Sonderburg-Norburg     |  |  |       |  |  |                               |  |  |                                  |  |
|                                             |                                      | Elisabetta Giuliana di Schleswig-Holstein-Norburg     | Federico di Schleswig-Holstein-Sonderburg-Norburg     |  |  |       |  |  |                               |  |  |                                  |  |
|                                             |                                      | Elisabetta Giuliana di Schleswig-Holstein-Norburg     | Eleonora di Anhalt-Zerbst                             |  |  |       |  |  |                               |  |  |                                  |  |
| Antonietta Amalia di Brunswick-Wolfenbüttel |                                      | Elisabetta Giuliana di Schleswig-Holstein-Norburg     |                                                       |  |  |       |  |  |                               |  |  |                                  |  |
|                                             |                                      | Alberto Ernesto I di Oettingen-Oettingen              | Gioacchino Ernesto di Oettingen-Oettingen             |  |  |       |  |  |                               |  |  |                                  |  |
|                                             |                                      | Alberto Ernesto I di Oettingen-Oettingen              | Gioacchino Ernesto di Oettingen-Oettingen             |  |  |       |  |  |                               |  |  |                                  |  |
|                                             |                                      | Alberto Ernesto I di Oettingen-Oettingen              | Anna Dorotea di Hohenlohe-Noyenshtayn-Glayhen         |  |  |       |  |  |                               |  |  |                                  |  |
| Cristina Luisa di Oettingen-Oettingen       |                                      | Alberto Ernesto I di Oettingen-Oettingen              |                                                       |  |  |       |  |  |                               |  |  |                                  |  |
|                                             |                                      | Cristina Federica di Württemberg                      | Eberardo III di Württemberg                           |  |  |       |  |  |                               |  |  |                                  |  |
|                                             |                                      | Cristina Federica di Württemberg                      | Eberardo III di Württemberg                           |  |  |       |  |  |                               |  |  |                                  |  |
|                                             |                                      | Cristina Federica di Württemberg                      | Anna Caterina di Salm-Kyrburg                         |  |  |       |  |  |                               |  |  |                                  |  |
|                                             |                                      | Cristina Federica di Württemberg                      |                                                       |  |  |       |  |  |                               |  |  |                                  |  |